# British Arachnological Society
British Arachnological Society (BAS) – brytyjskie stowarzyszenie arachnologiczne.
Początki stowarzyszenia sięgają 1958 roku, kiedy to powstał niewielka grupa badawcza Flatford Mill Spider Group. W 1963 liczyła ona już 42 członków i przekształcona została w British Spider Study Group. British Arachnological Society powstało z przekształcenia tej ostatniej w 1968 roku. Obecnie organizacja liczy ponad 250 członków brytyjskich i podobną liczbę zagranicznych.
Od 1969 roku stowarzyszenie wydaje czasopismo naukowe Bulletin of the British Arachnological Society, którego nazwa zmieniona została w 2013 na Arachnology. Wydawane są także pozycje książkowe, m.in. Spider Families of the World and Their Spinnerts i Gnaphosid Genera of the World Johna Murphy’ego i Michaela Robertsa czy Provisional Atlas of British spiders (Arachnida, Araneae) pod redakcją Petera R. Harveya, Davida R. Nellista i Marka G. Telfera.
Pod auspicjami stowarzyszenia działa Spider and Harvestman Recording Scheme – strona internetowa zajmująca się gromadzeniem danych faunistycznych dotyczących rozmieszczenia pająków i kosarzy. 
W ramach stowarzyszenia działa Pseudoscorpion Recorders Group. Grupa ta, przewodzona przez Geralda Legga poświęcona jest gromadzeniu danych o zaleszczotkach. W latach 1998–2003 wydawała ona własne czasopismo Galea.